# Vestre Moland
Vestre Moland is een plaats en voormalige gemeente in de fylke Agder in het zuiden van Noorwegen. Vestre Moland werd in 1837 een gemeente. Deze werd in 1865 gesplitst waarbij Høvåg een zelfstandige gemeente werd. In 1962 werd de gemeente opgeheven en samen met Høvåg toegevoegd aan de gemeente Lillesand.
De oudste, stenen, delen van de dorpskerk dateren uit de 12e eeuw. Rond 1800 werd de kerk uitgebreid waarbij het een kruiskerk werd.